# Форт Браг (војна база)
Форт Браг (енгл. Fort Liberty) војна је база Копнене војске САД са статусом насељеног места без административног статуса у у америчкој савезној држави Северна Каролина.

## Демографија
По попису из 2000. године број становника је 29.183.
| Група             | 2000.          | 2010.    |
| Белци             | 15.436 (52,9%) | 0 (0,0%) |
| Афроамериканци    | 7.368 (25,2%)  | 0 (0,0%) |
| Азијати           | 536 (1,8%)     | 0 (0,0%) |
| Хиспаноамериканци | 4.603 (15,8%)  | 0 (0,0%) |
| Укупно            | 29.183         | 0        |